# Рахимов, Хуршед Рустамович
Хуршед Рустамович Рахимов (7 мая 1984, Душанбе, Таджикская ССР, СССР) — таджикский и российский футболист, защитник.

## Карьера
Воспитанник московского «Спартака». Начинал взрослую карьеру на родине в клубе «Регар-ТадАЗ». Затем вернулся в Россию, где несколько лет выступал за коллективы Второго дивизиона и любительские клубы. В 2005 году провел один матч в белорусской Премьер-лиге за минский «Локомотив».

## Достижения
- Чемпион Таджикистана (1): 2001
- Победитель зоны «Запад» Второго дивизиона (1): 2007.